# Gogugwon de Goguryeo
Rey Gogugwon de Goguryeo (?-371, r. 331-371) fue el 16° gobernante de Goguryeo, uno de los Tres Reinos de Corea. Era hijo de Rey Micheon y Lady Ju.
El reinado de Gogukwon sufrió continuas invasiones extranjeras desde China y también Baekje, otro reino coreano del suroeste. Particularmente agresivos fueron los Mujong, un clan de la tribu nómada Xianbei, que invadieron la capital en 342, capturando a la reina Ju, a las concubinas reales, y profanando la tumba del rey Micheon, el padre de Gogukwon. Como la capital fue derrotada masivamente, Gogukwon construyó la fortaleza, Guknae seong como una alternativa y se trasladó a Pionyang como capital temporal. Gracias al envío de tributos, Gogukwon pudo recuperar los restos mortales de su padre, pero tardó 13 años en conseguir que regresara la reina Ju.
Baekje se expandió por la fuerza dentro de la peninsular coreana, Wa (Japón) y este de China bajo el reinado del conquistador rey Geunchogo. Gogukwon lideró personalmente una expedición de 20.000 soldados contra Baekje, pero no tuvo éxito. El hijo de Geunchogo, Geunsugu dirigió un contraataque y mató a Gogugwon en una batalla en Pionyang.